# Universal Music Enterprises
Universal Music Enterprises (zkráceně UME a stylizováno jako UMe) je katalog Universal Music Group. Zahrnuje Hip-O-Records, Universal Chronicles a mezinárodní divizi UM3. Pod různými divizemi vydává reedice mnoha klasických alb z katalogu UMG a také různá kompilační alba, např. série 20th Century Masters – The Millennium Collection a Icon. V roce 2012 převzalo distribuci alb Franka Zappy.
V roce 2017 vydalo UME nové album hudební skupiny Styx, The Mission. Později téhož roku bylo oznámeno, že vzniká nová divize, Urban Legends, která se bude soustředit na vydávání tzv. urban music.